# Umbonimba acanthops
Umbonimba acanthops – gatunek kosarza z podrzędu Laniatores i rodziny Assamiidae. Jedyny znany przedstawiciel monotypowego rodzaju Umbonimba.

## Występowanie
Gatunek został wykazany z Wybrzeża Kości Słoniowej.